# 프랭크 위걸즈워스 클라크

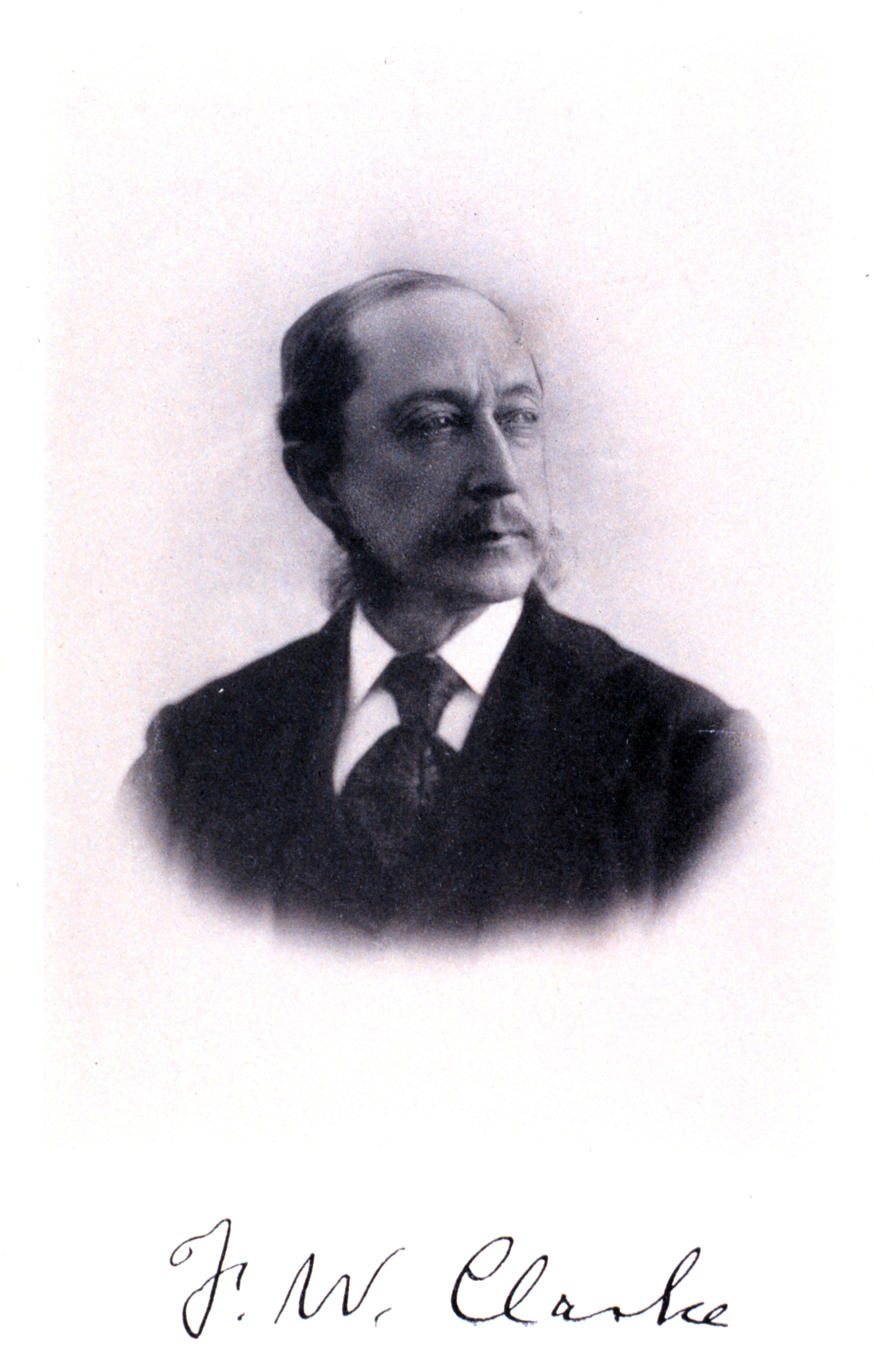

프랭크 위걸즈워스 클라크(Frank Wigglesworth Clarke, 1847년 3월 19일 ~ 1931년 5월 23일)는 미국의 지구화학자이다.
암권(지각)·수권·대기권의 표본 수천 개를 분석함으로써 지구의 원소분포도를 확정했다. 특히 지표에서 일어나는 지질 현상을 통해 광물과 암석이 생성되는 과정을 화학적 진화로 파악하고, 그 진화 결과로 볼 수 있는 지각의 화학조성값을 알고자 노력했다. 미국의 분석암석학자인 워싱턴과 함께 지표 16km 이내의 암석이 95%의 화성암과, 5%의 퇴적암으로 이루어져 있음을 밝혔다. 또한 화성암의 규산염 광물조성비를 비롯하여 클라크수라고 알려져 있는 원소구성비를 차례로 분석하여 계산해냈다.